# 玛查

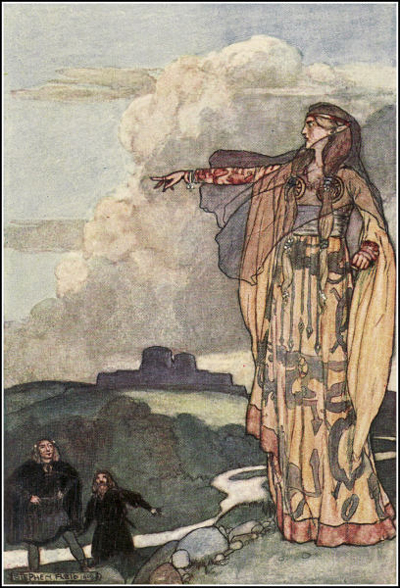
《玛查》于1910年由斯蒂芬·雷伊德所画的插画。在乌尔斯特最危难的时候，玛查却诅咒乌尔斯特人要承受五天的分娩痛楚。这源于玛查受到乌尔斯特人的不公待遇，就是在她临产前，却不得不作为丈夫与国王之间的赌注而与马车赛跑。

玛查（英語：Macha），又譯作馬夏，是凯尔特神话中的命运与战争的三女神之一，人们经常将她与摩莉甘和尼曼相提并论。她的名字象征着“战斗”与“愤怒”，并有着“红发的玛查”的别名。
在战场上，她披着一条深红色的披风，骑着一匹红马。武器与手持长枪的摩莉甘不同，她只操纵着战斗魔法进行战斗，殺戮。
玛查的第一任丈夫是曾打败深海巨人族的塞西亚领袖尼米德，第二任丈夫则是达努神族领袖努阿达。在达努神族与深海巨人族之间的第二次大战中，玛查及努阿达夫妻俩双双丧命。玛查死后，一次又一次的转世重生，例如转世成为尼曼族族长的妻子、精灵等。
据说玛查的丈夫酷爱吹牛，曾在人们面前夸耀，虽然妻子身怀六甲，但跑起来绝对不亚于国王的马车。乌尔斯特王国知道后便威胁他，如果玛查不能做到的话，便将其处死。后来，玛查挺着大肚子果真赢得了这场比赛，并且顺利地产下了一对双胞胎。